# Krzysztof Piątek
Krzysztof Piątek (prononcer /ˈkʂɨʂtɔf ˈpjɔntɛk/), né le 1er juillet 1995 à Dzierżoniów en Pologne, est un footballeur international polonais. Il évolue au poste d'avant-centre au Al-Duhail SC.

## Biographie

### En club
Né à Dzierżoniów en Pologne, Krzysztof Piątek commence sa carrière au Zagłębie Lubin. Il joue son premier match le 18 mai 2014, lors d'une rencontre de championnat face au KS Cracovie. Il entre en jeu à la place de Michal Papadopulos et son équipe s'incline par deux buts à un.
Il joue six matchs en Ligue Europa avec l'équipe du Zagłębie Lubin.
Il inscrit onze buts en première division polonaise lors de la saison 2016-2017 avec le club du Cracovia.

#### Genoa CFC (2018-2019)
Le Genoa CFC paie un transfert de quatre millions d'euros pour le faire venir. Dès le 3 octobre 2018, les plus grands clubs commencent à prendre contact avec le club de Gênes de fait du début de saison de l'attaquant polonais. Il inscrit un total de treize buts (total en championnat et en coupe) en huit matchs. Son profil le rapproche des renards des surfaces comme Filippo Inzaghi ou David Trezeguet qui ont également évolués en Serie A, mais sa nationalité et son positionnement en neuf lui valent également des comparaisons avec son compatriote Robert Lewandowski.

#### AC Milan (2019-2020)
Au mercato d'hiver 2019, il est transféré à l'AC Milan contre trente-cinq millions d'euros, et connaît des débuts tout aussi impressionnants avec son nouveau club, inscrivant sept buts en huit matchs. Il finit sa première saison avec onze buts.

#### Hertha Berlin (2020-2023)
Au mercato d'hiver 2020, il est transféré au Hertha Berlin contre vingt-sept millions d'euros. Il fait sa première apparition le 31 janvier 2020, lors d'une rencontre de championnat face à Schalke 04. Il entre en jeu à la place de Marius Wolf et les deux équipes se neutralisent (0-0).

##### ACF Fiorentina (2022)
En manque de temps de jeu et blessé en début de saison, Piątek rejoint en janvier 2022 la Fiorentina pour un prêt de cinq mois, comprenant une option d'achat, rejoignant son troisième club italien.
Il se distingue dès sa première apparition pour la Fiorentina en marquant son premier but, le 13 janvier 2022, lors d'une rencontre de coupe d'Italie face au SSC Naples. Buteur après son entrée en jeu à la place de Dušan Vlahović, il contribue à la victoire de son équipe par cinq buts à deux après prolongations.

##### US Salernitana (2022)
Le 1er septembre 2022, Piątek est prêté avec option d’achat au club italien de la US Salernitana.

#### İstanbul Başakşehir FK (depuis 2023)
Le 18 juillet 2023, il rejoint Istanbul Basaksehir FK libre de tout contrat.

Muet lors de ses neuf premiers matchs de championnat, il termine tout de même la saison avec 17 buts en championnat.

### En équipe nationale
Avec les espoirs, il participe au championnat d'Europe espoirs en 2017. Lors de cette compétition, il joue trois matchs : contre la Slovaquie, la Suède, et l'Angleterre.
En 2018, son nom figure sur la liste préliminaire de l'équipe de Pologne pour la Coupe du monde 2018, mais il n'est finalement pas sélectionné par Adam Nawałka pour faire partie de la liste finale des vingt-trois joueurs polonais participant au Mondial.
Il reçoit sa première sélection en équipe de Pologne le 11 septembre 2018, en amical contre l'Irlande (score : 1-1 à  Wrocław). Il marque son premier but avec la Pologne lors de sa deuxième sélection, face au Portugal (défaite 2-3 à Chorzów).
Alors qu'il devait participer à l'Euro 2020 avec la Pologne, il déclare forfait un mois avant le début de la compétition à cause d'une blessure à la cheville.
Le 10 novembre 2022, il est sélectionné par Czesław Michniewicz pour participer à la Coupe du monde 2022.
Le 8 juin 2024, il figure dans la liste des 26 joueurs polonais retenus par Michał Probierz pour participer à l'Euro 2024. Le 21 juin, il inscrit son premier but dans un tournoi majeur lors du deuxième match de poules face à l'Autriche. Néanmoins, ce but ne pourra pas empêcher la défaite finale des Polonais sur le score de 1-3. 

## Statistiques
| Saison                | Club                  | Championnat           | Championnat | Championnat | Coupe(s) nationale(s) | Coupe(s) nationale(s) | Compétition(s) continentale(s) | Compétition(s) continentale(s) | Compétition(s) continentale(s) | Pologne | Pologne | Total | Total |
| Saison                | Club                  | Division              | M.          | B.          | M.                    | B.                    | Comp.                          | M.                             | B.                             | M.      | B.      | M.    | B.    |
| 2013-2014             | Zagłębie Lubin        | Ekstraklasa           | 4           | 0           | -                     | -                     | -                              | -                              | -                              | -       | -       | 4     | 0     |
| 2014-2015             | Zagłębie Lubin        | I liga                | 31          | 8           | 2                     | 1                     | -                              | -                              | -                              | -       | -       | 33    | 9     |
| 2015-2016             | Zagłębie Lubin        | Ekstraklasa           | 33          | 6           | 3                     | 2                     | -                              | -                              | -                              | -       | -       | 36    | 8     |
| 2016-2017             | Zagłębie Lubin        | Ekstraklasa           | 5           | 1           | 1                     | 0                     | C3                             | 6                              | 0                              | -       | -       | 12    | 1     |
| Sous-total            | Sous-total            | Sous-total            | 73          | 15          | 6                     | 3                     | -                              | 6                              | 0                              | -       | -       | 85    | 18    |
| 2016-2017             | Cracovia              | Ekstraklasa           | 27          | 11          | -                     | -                     | -                              | -                              | -                              | -       | -       | 27    | 11    |
| 2017-2018             | Cracovia              | Ekstraklasa           | 36          | 21          | 2                     | 0                     | -                              | -                              | -                              | -       | -       | 38    | 21    |
| Sous-total            | Sous-total            | Sous-total            | 63          | 32          | 2                     | 0                     | -                              | 0                              | 0                              | 0       | 0       | 65    | 32    |
| 2018-2019             | Genoa CFC             | Serie A               | 19          | 13          | 2                     | 6                     | -                              | -                              | -                              | 2       | 1       | 23    | 20    |
| 2018-2019             | AC Milan              | Serie A               | 18          | 9           | 3                     | 2                     | -                              | -                              | -                              | 4       | 3       | 25    | 14    |
| 2019-2020             | AC Milan              | Serie A               | 18          | 4           | 2                     | 1                     | -                              | -                              | -                              | 4       | 1       | 24    | 6     |
| Sous-total            | Sous-total            | Sous-total            | 36          | 13          | 5                     | 3                     | -                              | -                              | -                              | 8       | 4       | 49    | 20    |
| 2019-2020             | Hertha Berlin         | Bundesliga            | 15          | 4           | 1                     | 1                     | -                              | -                              | -                              | -       | -       | 16    | 5     |
| 2020-2021             | Hertha Berlin         | Bundesliga            | 32          | 7           | -                     | -                     | -                              | -                              | -                              | 7       | 3       | 39    | 10    |
| 2021-2022             | Hertha Berlin         | Bundesliga            | 9           | 1           | 1                     | 0                     | -                              | -                              | -                              | 4       | 1       | 14    | 2     |
| Sous-total            | Sous-total            | Sous-total            | 56          | 12          | 2                     | 1                     | -                              | 0                              | 0                              | 11      | 4       | 69    | 17    |
| 2021-2022             | ACF Fiorentina (prêt) | Serie A               | 14          | 3           | 4                     | 3                     | -                              | -                              | -                              | 2       | 1       | 20    | 7     |
| 2022-2023             | US Salernitana (prêt) | Serie A               | 33          | 4           | -                     | -                     | -                              | -                              | -                              | 4       | 1       | 37    | 5     |
| 2023-2024             | İstanbul Başakşehir   | Süper Lig             | 34          | 17          | 2                     | 0                     | -                              | -                              | -                              | 3       | 1       | 39    | 18    |
| 2024-2025             | İstanbul Başakşehir   | Süper Lig             | 33          | 21          | 3                     | 1                     | C4                             | 12                             | 9                              | 7       | 0       | 55    | 31    |
| Sous-total            | Sous-total            | Sous-total            | 67          | 37          | 5                     | 1                     | -                              | 12                             | 9                              | 10      | 1       | 94    | 48    |
| Total sur la carrière | Total sur la carrière | Total sur la carrière | 360         | 130         | 26                    | 17                    | -                              | 13                             | 9                              | 37      | 12      | 436   | 168   |

## Palmarès
Avec son club formateur du Zagłębie Lubin, Piątek remporte le Championnat de Pologne de deuxième division en 2015.